# Henri Dauvergne
Henri Dauvergne, nacido Henry Louis Gilbert Dauvergne (Gannat, 16 de agosto  de 1836-Gannat, 1920), fue un explorador y naturalista francés, recordado por sus viajes en las montañas del Pamir y del Hindú Kush.

## Biografía
Llegó a la región de Cachemira en 1865 como encargado de negocios de la Compagnie des Indes, y se instaló en Srinagar, donde se convirtió en director de una fábrica de alfombras. Recorrió todas las altas montañas del Pamir y del Hindú Kush para el desarrollo de su negocio.
A partir de 1885 viajó así tres veces a Yarkand y cruzó la cordillera del Karakórum. También visitó el valle de Ferghana, dominado por Rusia, y el Tíbet occidental. En 1889 emprendió un gran viaje por el Karakórum desde Srinagar (22 de junio de 1889). Luego se dirigió a Leh, capital de Ladakh también llamado «el Pequeño Tíbet», para organizar allí una caravana compuesta por cuatro guías locales, diez caballos y yaks para el transporte.
El 23 de junio franqueó el paso del Kardong, a una altitud de 5400 m, luego se adentró  en la cordillera de Sasser y su extremadamente peligroso paso de Sasser (5490 m). Luego atravesó  el paso de Karakórum (5630 m) mucho más fácil que el anterior donde Dauvergne establece un mazar, una especie de cairn, en memoria de su amigo Andrew Dalgleish que había sido asesinado allí en marzo de 1888.
Después del paso de Sooget, donde se encontró con amigos nómadas conocidos en un viaje anterior, que les proporcionaron algunos suministros a la caravana, llegó a Karakash. Dauvergne luego pasó el paso Qilian a 5320 m, luego cruzó la cordillera de Kunlun y entró en China.
En Namelong, Henri Dauvergne decidió seguir una ruta occidental poco conocida para llegar a Yarkand. Siguió a lo largo del norte de las Kouen-Lun, cruzó el río Zeravshan, luego el difícil paso de Kilik a una altitud de 5500 m y, a través del valle del Sarikol, llegó a la fortaleza de Tashkurgán, puerta desde el oeste hacia el Turquestán Oriental y luego a China.
A finales de septiembre, Dauvergne bordeó los glaciares de Mustagh donde cazó cabras montesas, pero la temporada ya estaba muy avanzada y decidió regresar a Cachemira lo antes posible. Cruzó el nevado  paso de Wakiji-Kul, a 4750 m, alcanzó el corredor de Waján donde el emir de Kabul hizo bloquear la caravana y les prohíbió cruzar el Hindú Kush.
Sin autorización, Dauvergne cruzó entonces el paso de Broghol  (3700 m) frente a soldados y bandoleros afganos, subió por el valle de Yarkhun, reconoció el lago Yashilkul, atravesó el paso de Karambar y el río del mismo nombre que lo condujo a Gilgit. Por el paso de Rajdiangan (3650 m), tomó el camino de regreso, visitando Bandipur y finalmente regresando a Srinagar el 8 de noviembre de 1889.
Durante este viaje, Dauvergne descubrió:
- que había una cadena paralela al Kouen-Lun;
- que las fuentes del Amu Darya estaban en un glaciar del Hindu Kush al noroeste del paso de Kilik;
- que el río Karumber salía del lago de Ishky-Kul;
- que el río Tung era un afluente del río Zeravshan y no del Tagdumbash;
- que contrariamente a lo que afirmaban los mapas británicos, el valle y el paso de Karumber eran transitables.

La expedición de Henri Dauvergne resultó ser un importante logro deportivo. En seis meses, viajó más de 2500 km, cruzó doce ríos importantes, entre ellos treinta veces el Karumber, cruzó veintisiete pasos, incluido el Karakoram.
En septiembre de 1890, Dauvergne estaba en Srinagar, donde se hospedaban St. George Littledale y su esposa, a quienes conoció.
Isabelle Massieu lo conoció durante su estancia en Ladakh en 1894, Dauvergne la acompañó al monasterio de Hémis.
Miembro de la Société de géographie desde 1882, murió en 1920.
Jules Verne lo menciona varias veces en su novela Claudius Bombarnacdonde lo llama «D'Auvergne».

## Publicaciones
- Voyage aux Bas Kouen-Louen et aux sources de l'Oxus [Viaje al Bajo Kouen-Louen ya las fuentes del Oxus], Bulletin de la Société de Géographie, 1889 (París).
- Exploration dans l'Asie centrale [Exploración en Asia Central], Bulletin de la Société de géographie, 1892, p. 5-40 (incluido un mapa).